# Zoran Kalezić
Zoran Kalezić (cirílico: Зоран Калезић; Danilovgrad, 1 de febrero de 1950-Podgorica, 4 de enero de 2023) fue un cantante montenegrino.

## Primeros años
Zoran Kalezić nació el 1 de febrero de 1950 en Danilovgrad, hijo del periodista Dragiša Kalezić y la ama de casa Mileva. Se graduó de la Administrative School en Danilovgrad, antes de entrar a la industria musical en 1969.

## Carrera y premios
Kalezić obtuvo el primer lugar en el Festival de la Canción Pop en Montenegro en 1971, el primer lugar en el Festival de Música Folclórica Ilidža de 1977, así como numerosos premios en el MESAM de 1990.
Kalezić tuvo una carrera prolífica, organizando conciertos en el edificio Dom Sindikata en 1983 y en el Centro Cultural Vuk Karadžić en 1992. En 1993, se convirtió en presidente de la Asociación de Artistas Populares de Belgrado.
En septiembre de 2016, Kalezić realizó un concierto en el Štark Arena de Belgrado para conmemorar la muerte de Toma Zdravković, compañero cantante de folk y padrino de Kalezić que había muerto 25 años antes. Al concierto asistieron el hermano de Toma, Novica Zdravković, el cantante Halid Bešlić y otros.

## Muerte
Kalezić murió el 4 de enero de 2023 en Podgorica, a la edad de 72 años a causa de un cáncer de pulmón que padecía.

## Discografía
- Uspomene (1969)
- Moj život je tužna priča (1970)
- Vraticu se majko (1973)
- Kako da te zovem, srećo ili tugo (1974)
- Smiri se, srce, smiri (1975)
- Moj jarane (1976)
- Sto puteva i sto staza (1978)
- Svako svome ja nemam nikome (1978)
- Stari druze, madre prijatelju (1979)
- Kako je lepo u mom kraju (1980)
- Dobro vece izgubljena nado (1982)
- Stan' mladosti, stani (1985)
- Ne točite vina (1987)
- Moj dobri andjele (1990)
- Balkanska dusa (1991)
- Karta za nebo (1994)
- Za vašu i moju dusu (1996)
- Živim od sećanja (1999)
- Kotrlja se život (2002)
- Álbum 2007 (2007)

### Sencillos exitosos
- Zbog đevojke Crnogorske (1971)
- Čekaj me (1972)

### Compilaciones
- Jednoj žene koje nema više (1988)
- Folk zvijezde zauvijek (2008) – lo mejor de
- 50 Originalnih hitova (2020)